# Grube Gute Hoffnung
Grube Gute Hoffnung ist die Bezeichnung zweier Blei-Zink-Erzgruben in Rheinland-Pfalz am Mittelrhein, linksrheinisch zwischen St.Goar-Fellen und -Werlau, rechtsrheinisch zwischen St.Goarshausen-Wellmich und -Ehrenthal gelegen.
Sie bauten die Lagerstätte des sogenannten Werlau-Wellmicher Gangzuges ab, der über mehr als 20 km Länge und 2 km Breite vom Hunsrück zum Taunus verläuft und dabei den Rhein quert.

## Geschichte

### Die linksrheinische Grube

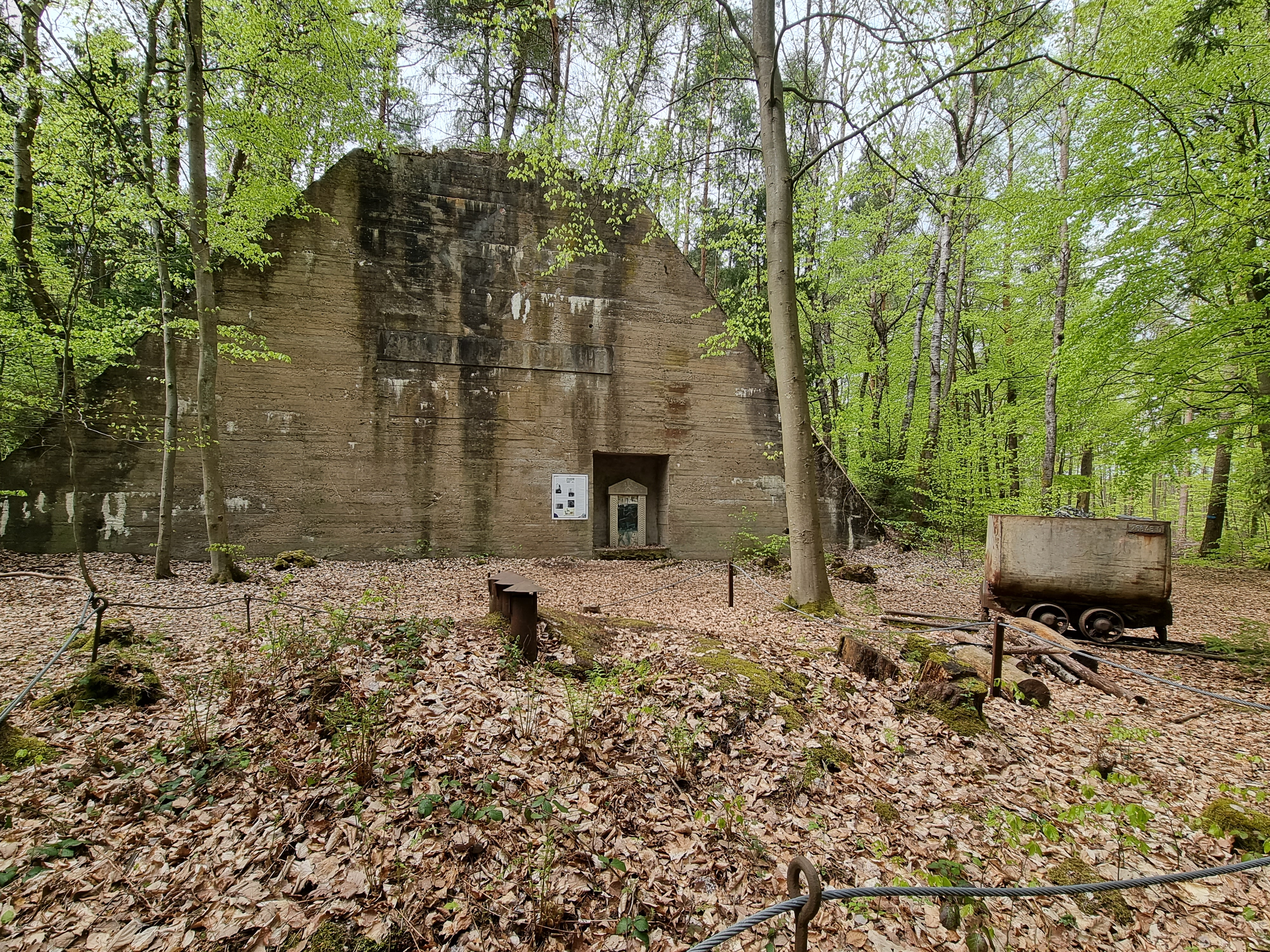
Stützwand der Rasenhängebank, davor der abgedeckte Werlauer Schacht mit Hunt.

Die Grube vom Rhein ausgesehen

Die linksrheinische Grube Gute Hoffnung, aufgrund ihrer Lage unterhalb eines Aussichtspunktes auch als „Grube Prinzenstein“ bezeichnet, wurde erstmals in einer Urkunde der Liegenschaften der Landgrafschaft Hessen vom 7. November 1562 erwähnt, wo sie schon als „uralt“ bezeichnet wird. Bereits die Römer hatten Spuren des Bergbaus am Mittelrhein hinterlassen. Landgraf Constantin von Hessen erteilte 1753 die Schürferlaubnis, 1756/58 wurde im nahegelegenen Gründelbachtal eine Schmelze und ein Pochwerk errichtet, der Hüttenbetrieb wurde 1758 aufgenommen. Zu Ehren des Landesvaters erhielt die Grube den Namen „Constantins-Erzlust“.
Die Aufbereitungsanlage wurde 1850 an den Eingang des Hauptstollens direkt an den Rhein verlegt. Als Betreiber traten in den folgenden Jahren zwischen vielen Stilllegungen die Werlauer Gewerkschaft (1815–1907), die Bergbau-AG Friedrichssegen (1907–13), darauf wieder die Werlauer Gewerkschaft (1916–1934) und schließlich die Stolberger Zink-AG (ab 1934) auf, die auch heute noch Eigentümerin des Grubengeländes ist.
Zu dieser Zeit existierte der Gustav-Schacht mit einer Teufe von 270 m, der Mittel-Schacht mit 490 m und der Christian-Schacht mit 435 m. Bei Werlau wurde 1936 ein weiterer Tagschacht abgeteuft. Dieser zunächst Adolf-Hitler-Schacht genannte Schacht wurde später in Werlauer Schacht umbenannt.
Zur Unterbringung der Arbeiter und Angestellten der Grube wurde 1937/38 vom Reichsheimstättenamt eine Werkssiedlung am Rhein erbaut, aus der später der St. Goarer Ortsteil Fellen hervorging.

### Die rechtsrheinische Grube

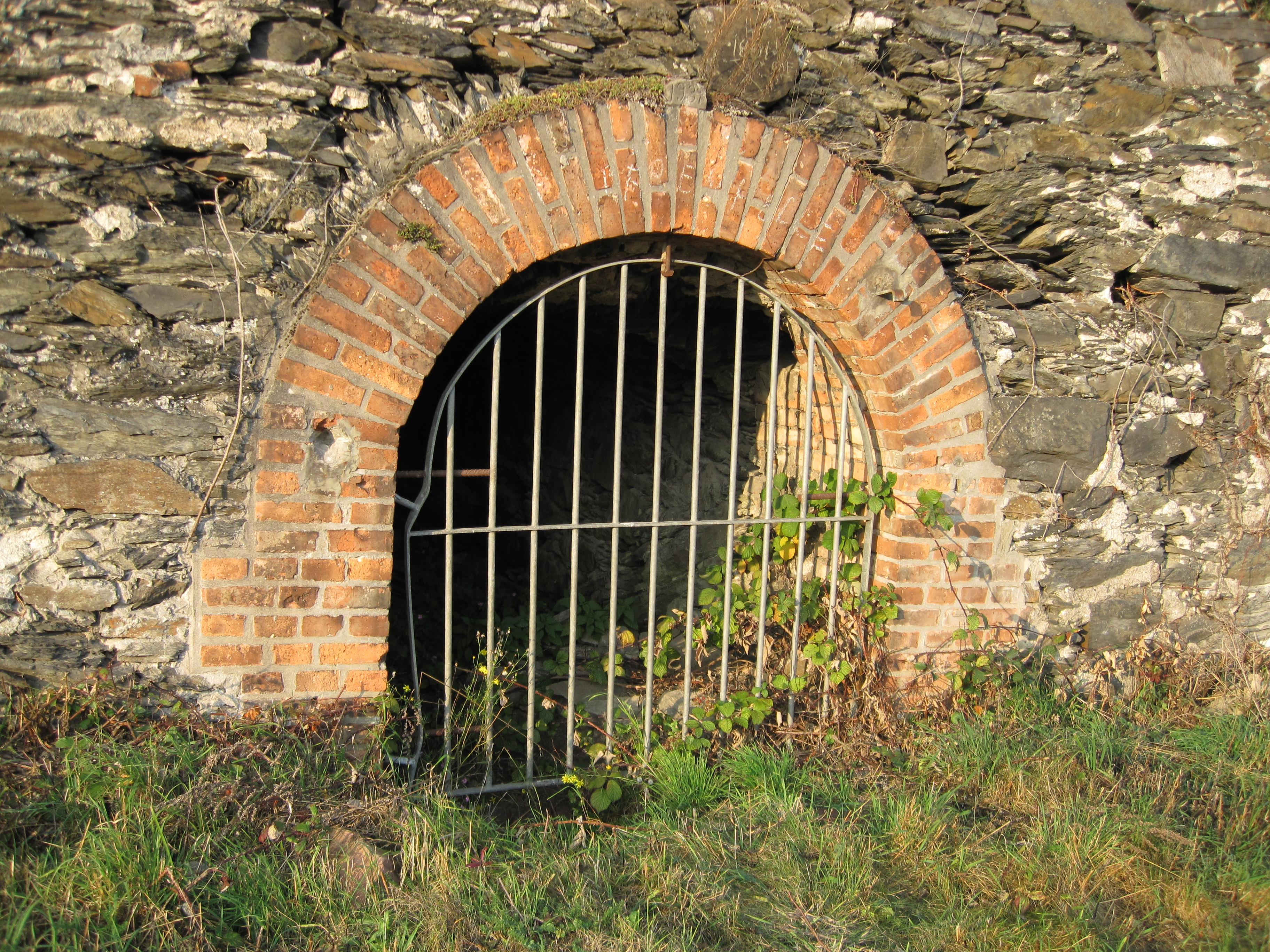
Stollenmundloch des Grund-Stollens zwischen St. Goarshausen-Ehrenthal und -Wellmich

1745 waren zwischen Ehrenthal und Prath Erzgänge entdeckt worden, die 1769 zur Gründung der Sachsenhäuser Hütte führten. Ein Poch- und Waschwerk befand sich in der Nähe von Wellmich. Von dort wurden die Erze zur Weiterverarbeitung nach Braubach gebracht. Berühmter Gast des Bergwerkes war Alexander von Humboldt in Begleitung des niederländischen Mediziners Steven Jan van Geuns während ihrer Rheinreise im Oktober 1789.
Eigentümer war zunächst eine Privatgesellschaft, ab 1804 ging die Herrschaft an das Herzogtum Nassau über, danach gelangte die Grube in Besitz der Rheinisch-Nassauischen-Bergwerks- und Hütten AG. 1883 ruhte der Betrieb und wurde 1902 mit dem Auffahren des Auguststollens wieder aufgenommen. 1905 wurde der Stollen aufgefahren, der Augustblindschacht entstand. Doch bereits 1914 wurde die Grube aufgrund zunehmender Wasserzuflüsse wieder geschlossen.
1926 wurde die Hütten AG von der Stolberger Zink AG übernommen, der Betrieb wurde aber vorerst nicht wieder aufgenommen.
Im Jahr 1934 wurde die Grube in „Gute Hoffnung“ umbenannt.

### Consolidierte Gute Hoffnung

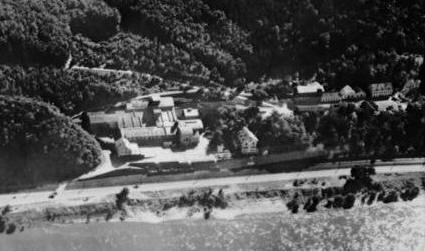
Linksrheinische Aufbereitungsanlage bei Fellen an der B9. Aufnahme von 1953

Die Grube vom Rhein ausgesehen

Tiefbauanlage Horst 1910

Friedrich-Wilhelm-Stollen 1910

Seit 1934 befanden sich nun beide Gruben in Besitz der Stolberger Zink, der eigentliche Betriebsbeginn unter dem Namen „Consolidierte Gute Hoffnung“ lag um 1937.
Vom linksrheinischen Christian-Schacht aus begann man zu dieser Zeit auf der -180-m-Sohle eine 3850 m lange Verbindungsstrecke ca. 136 m unter dem Rhein zum rechtsrheinischen August-Schacht vorzutreiben, fertiggestellt wurde die Rheinstrecke in den Jahren 1942–44. Die rechtsrheinisch gewonnenen Erze konnten nun unter dem Rhein hindurch zu den Aufbereitungsanlagen auf der linken Uferseite gebracht werden. Dort wurden nur noch Berge und Derberze verarbeitet, die übrigen Erze wurden zur Aufbereitungsanlage Silberau bei Bad Ems verbracht.
Aufgrund des hohen Grundwasseraufkommens mussten täglich linksrheinisch 2.800 m³ und rechtsrheinisch 1.800 m³ Wasser gesümpft werden, um die Anlage trocken zu halten.
Nachdem am 16. März 1945 auf der linken Seite die Wasserhaltung aufgrund kriegsbedingten Strommangels bis zur Höhe der Rheinstrecke eingestellt worden war, soff der unter der Rheinstrecke liegende Teil der Grube ab.
Am 18. März 1945 wurde die Rheinstrecke gesprengt um ein Durchbrechen der Amerikaner zu verhindern. Nur leicht beschädigt, wurde sie nach Kriegsende wieder ausgebaut.
Linksrheinisch wurden nach dem Krieg auf ein erneutes Sümpfen der Grube verzichtet. Da jedoch die Aufbereitungsanlagen und die Wohnungen der meisten Arbeiter auf dieser Seite lagen, wurde die unterirdische Verbindung weiterhin zum Transport der rechtsrheinisch abgebauten Erze genutzt, auch fuhren die Bergleute vom linken Ufer immer noch über den Friedrich-Wilhelm-Stollen, den Christian-Schacht und die Rheinstrecke in die rechte Grube ein.
Zu Beginn der 1950er-Jahre erfuhr die Grube eine kurze Blütezeit. Aufgrund sinkender Weltmarktpreise für Erze ab 1957 jedoch wurden beide Gruben 1958 stillgelegt. 1959 wurde auf der rechten Seite für kurze Zeit wieder mit dem Abbau begonnen, die endgültige Betriebsschließung kam 1961.

## Stollen

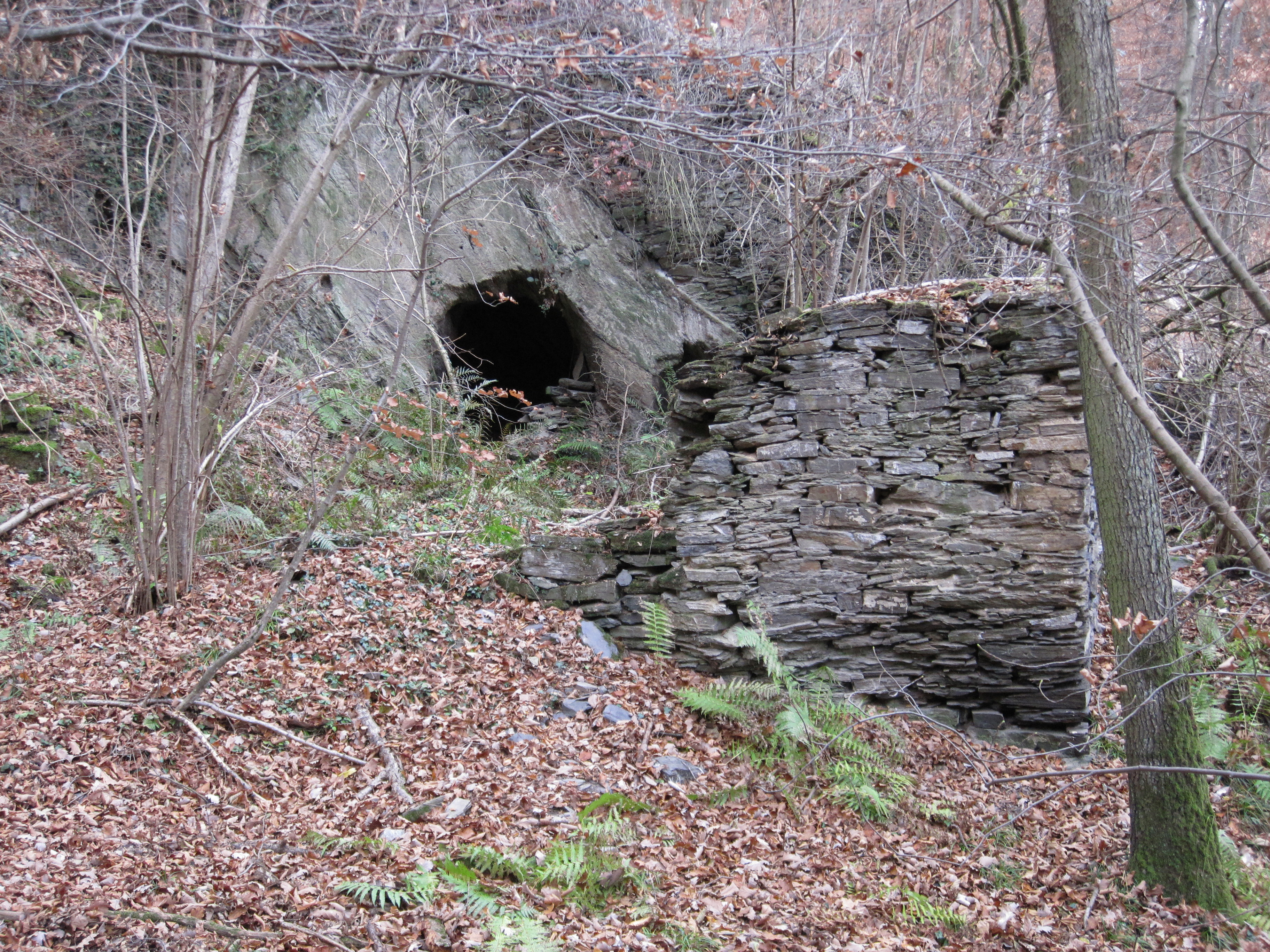
Mundloch des Äquivalenz-Stollens mit Überresten eines Grubengebäudes bei St. Goarshausen-Wellmich

Überblick über die wichtigsten Stollen:
| Name                      | Ansatzhöhe in m über NN | Länge in Meter |          |          |          |
| Wellmich                  | Wellmich                | Wellmich       | Wellmich | Wellmich | Wellmich |
| ------------------------- | ----------------------- | -------------- | -------- | -------- | -------- |
| Hundsgraben-Stollen       | 220                     | 500            |          |          |          |
| Äquivalenz-Stollen        | 165                     | 1250           |          |          |          |
| August-Stollen            | 90                      | 2060           |          |          |          |
| Ehrenthal                 |                         |                |          |          |          |
| Alter-Stollen             |                         | 200            |          |          |          |
| Mittel-Stollen            |                         | 650            |          |          |          |
| Ober-Stollen              | 210                     | 1050           |          |          |          |
| Stollenrösche I/II        |                         | 310            |          |          |          |
| Tiefer-Stollen            | 125                     | 900            |          |          |          |
| Ehrenthaler-Stollen       | 78,6                    | 600            |          |          |          |
| Grund-Stollen Lage        | 76                      | 500            |          |          |          |
| Werlau                    |                         |                |          |          |          |
| Ferdinand-Stollen         | 223                     | 300            |          |          |          |
| Frankenscheider Stollen   | 240                     | 840            |          |          |          |
| Wolfsbach-Stollen         |                         | 980            |          |          |          |
| Mittel-Stollen            |                         | 870            |          |          |          |
| Rhein-Stollen             | 74                      | 870            |          |          |          |
| Friedrich-Wilhelm-Stollen | 98                      | 5970           |          |          |          |
| Christian-Stollen         | 98                      | 290            |          |          |          |
| Gründelbach-Stollen       | 327                     | 1050           |          |          |          |

## Heutige Situation

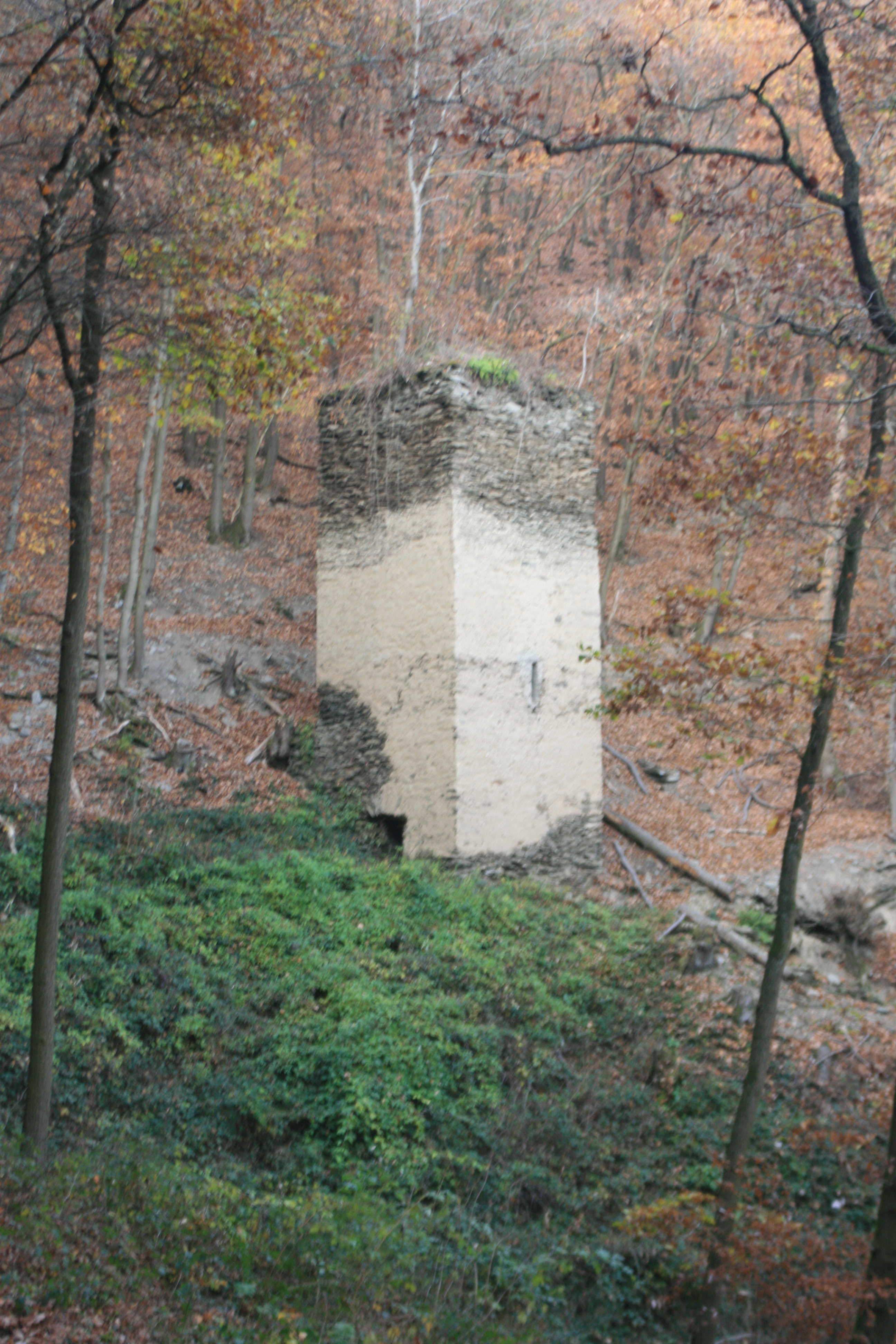
Sogenannter Pulverturm bei St. Goarshausen-Wellmich

Nur noch wenige Überreste zeugen heute vom ehemaligen Bergbaubetrieb. Linksrheinisch wurden die Aufbereitungsanlagen bei St.Goar-Fellen an der B9 nach langem Verfall Ende der 1990er-Jahre bis auf die Fundamente abgerissen, beim Gustav-Schacht bei St. Goar-Werlau kam es 2010 zu einem Schachtverbruch.
Der Wanderweg Erzweg führt am abgedeckten Werlauer Schacht und der Stützmauer einer Rasenhängebank vorbei. Im weiteren Verlauf des Weges stößt man im Tal des Strömerbaches auf den Brandsweiher, dem Kunstteich der Grube Gute Hoffnung. In ihm wurde Wasser aufgestaut, mit dessen Kraft die schweren Stempel des Pochwerkes der Aufbereitungsanlage angetrieben wurden. Weiter talwärts zeugt ein ehemaliges Steigerhaus von den Resten der verschwundenen Siedlung Prinzenstein.
Auf der rechten Rheinseite wurde 2001 der Bergbau- und Landschaftspfad Wellmich-Prath-Ehrenthal, ein 5 km langer Bergbaulehrpfad, eingerichtet.
Vereinzelt sind noch Mundlöcher oder Abraumhalden in den Wäldern zu finden, bei Wellmich steht noch ein sogenannter Pulverturm, bei dem es sich wohl um einen      Bewetterungsturm der Grube handelt.